# Zenji (jeu vidéo)
Pour le titre honorifique, voir Zenji.
Zenji est un jeu vidéo de labyrinthe développé par Matt Hubbard et publié par Activision en 1984 sur Atari 5200, Atari 8-bit, C64, ColecoVision et ZX Spectrum. L’objectif du jeu est de connecter dans un temps limité tous les éléments d’une grille à une unique source d’énergie. Chaque niveau est constitué d’une grille d’hexagones bleus et jaunes reliés entre eux par des éléments en formes de T, de I ou de L,. Le joueur contrôle un personnage qui débute chaque niveau au centre de la grille, où se trouve la source d’énergie. A l’aide du joystick, il déplace son personnage d’un élément à l’autre pour les faire tourner et ainsi les connecter entre eux. Initialement gris, les éléments deviennent vert lorsqu’ils sont connectés à la source d’énergie. Certain niveau sont parcourus par des ennemis que le joueur doit éviter sous peine d’être renvoyé au centre de la grille,. Sur certains éléments est parfois affiché un compte à rebours et le joueur obtient un bonus s’il parvient à les connecter à la source d’energie avant que le compte à rebours n’arrive à son terme.
Au Royaume-Uni, le jeu est réédité par Firebird Software en 1987.